# Unsere kleine Stadt (1961)
Unsere kleine Stadt ist eine deutsche Fernseh-Verfilmung des gleichnamigen Theaterstücks von Thornton Wilder (englischer Originaltitel: Our Town).

## Handlung
Ort der Handlung ist die fiktive amerikanische Kleinstadt Grover’s Corners, ein sehr durchschnittliches und etwas langweiliges Städtchen mit anständigen Bürgern. Die Handlung dreht sich um den Alltag der benachbarten Familien Gibbs und Webb. Emily Webb und George Gibbs gehen zusammen zur Schule und verlieben sich schon als Teenager ineinander. George entschließt sich, nicht zu studieren, sondern Landwirt zu werden und auf der Farm seines Onkels anzufangen. Er und Emily sind noch sehr jung, als sie heiraten. Am Tag der Hochzeit überkommen beide Ängste und Zweifel. Sie werden von ihren jeweiligen Eltern (George von seiner Mutter und Emily von ihrem Vater) ermutigt, aber auch zurechtgewiesen, keinen „Rückzieher“ zu machen.
Neun Jahre später: Emily stirbt bei der Geburt ihres zweiten Kindes. Am Tag der Beerdigung trifft sie nun die anderen bereits verstorbenen Stadtbewohner, unter anderem ihre Schwiegermutter. Emily hängt noch sehr an ihrem Leben, während die anderen Toten sehr ruhig geworden sind und keine emotionale Beziehung mehr zu den Lebenden haben. Entgegen der Warnungen der anderen Toten will Emily noch einmal einen Tag unter den Lebenden verbringen und sucht sich dafür ihren zwölften Geburtstag aus. Sie beobachtet ihre Familie an diesem Tag und erkennt, wie wenig die Lebenden den Wert des Lebens verstehen: Das Leben zieht an ihnen vorbei, während sie in ihren Alltagssorgen gefangen sind. Enttäuscht kehrt sie ins Reich der Toten zurück.

## Stil
Die literarische Vorlage nutzt fürs Epische Theater typische Verfremdungseffekte, und die Verfilmung versucht, diesen Ansatz auf das Fernsehen zu übertragen: Wie in der Vorlage gibt es einen außerhalb der Handlung stehenden Spielleiter, der direkt in die Kamera blickt, das Geschehen erzählerisch begleitet und kommentiert. Er interagiert aber auch mit den Darstellern und übernimmt zwei kleinere Rollen.
Es gibt keine Kulissen und kaum Requisiten, die meisten Handlungen werden pantomimisch dargestellt. Auf- und Umbauten des Szenenbildes werden dem Fernsehpublikum gezeigt. Ein Beispiel: Emily und George unterhalten sich durch die Fenster ihrer jeweiligen Kinderzimmer im Obergeschoss ihrer Elternhäuser. Die beiden Darsteller setzen sich dazu auf die oberen Sprossen zweier Leitern, die zuvor von zwei Bühnenarbeitern hereingetragen wurden. In einer späteren Szene dienen dieselben Leitern, mit einem quer dazwischengelegten Brett, als Bar, an der Emily und George sitzen und sich beim (pantomimischen) Eisessen näherkommen.

## Produktion
Der Film wurde von der Bavaria Atelier GmbH im Auftrag des WDR produziert und am 5. November 1961 zum ersten Mal im deutschen Fernsehen ausgestrahlt. Im Schweizer Fernsehen lief er am 12. Januar 1963.